# Erythrina schliebenii
Espèce
Classification phylogénétique
Statut de conservation UICN

 CR D : 
En danger critique
Erythrina schliebenii est une espèce de plantes à fleurs de la famille des Fabacées. C'est un arbre endémique de Tanzanie. Considéré comme éteint depuis 1998, il a été redécouvert en 2012. Il fait partie de la liste des 100 espèces les plus menacées au monde établie par l'UICN.